# Batrisodes antennatus
Batrisodes antennatus är en skalbaggsart som beskrevs av Schaeffer 1906. Batrisodes antennatus ingår i släktet Batrisodes och familjen kortvingar. Inga underarter finns listade i Catalogue of Life.